# Laura Gulino
Laura Gulino (Buenos Aires 5 de junio de 1964) es una dibujante argentina de historietas románticas y de aventuras radicada en Necochea, célebre por su trabajo artístico dentro de las editorial Columba donde ilustró series como Teenagers, La prisionera y La búsqueda, además de varios unitarios, y también dentro de la editorial italiana Aurea donde se encargó de dibujar al héroe veneciano Dago.

## Carrera pofesional
Gulino se interesó de manera autodidacta por el dibujo desde temprana edad. Fue durante sus períodos veraniegos en Villa Zabala cuando comenzó a leer historietas de la editorial Columba como Intervalo, Nippur Magnum, El Tony y D'artagnán. A la edad de 9 años decidió que su afición era la de ser historietista. Si bien sus estudios formales la llevaron a cursar magisterio, decidió estudiar dibujo paralelamente. Así fue que comenzó a capacitarse formalmente en dibujo con el artista Alberto Salinas en la escuela de Carlos Garaycochea y tras ello, luego de presentar sus obras a Antonio Presa, jefe de arte de la editorial Columba, éste se interesó por su trabajo.
Antes de formar parte del equipo de profesionales de Columba, se le asigna una serie de trabajos a lápiz como ayudante de  Emiliano Parmiggiani. Presa deseaba que Gulino trabajase dentro de la editorial y así le son dispuestos varios capítulos de "Ella la mujer" escrita por el guionista Alfredo Faluggi, donde Gulino se encargaría de los lápices. 
Presa continuó supervisando a diario el trabajo profesional de Gulino y progresivamente a ella le fueron asignadas más series y unitarios de diferentes autores convirtiéndose con el tiempo en una de las pocas artistas femeninas junto a Martha Barnes que se desempeñaban como profesionales dentro de Columba. Por esos días junto al escritor Armando Fernández crean la serie romántica Teenagers, la cual se publicaría en el álbum Intervalo durante la primera mitad de la década de los 90s y en la que Laura Gulino se encargaría tanto de los lápices como del paso a tinta de las ilustraciones. Teenagers estaba basada en las vivencias adolescentes de Rocío Fernández, una de las hijas del escritor de la tira. Dicha historieta se convertiría en una de las series más populares en la carrera de Gulino.
Luego de trabajar en Columba desde 1991 hasta el cierre de la editorial 10 años más tarde, durante un viaje a Italia presenta sus dibujos a la editorial Eura. Tras una negativa de la editorial por exceso de trabajo, años más tarde Gulino volvería una vez más a presentarse ante Eura. Entonces, surgiendo la oportunidad de trabajar allí, se uniría al guionista Ricardo Ferrari y trabajarían para la editorial italiana Eura (actualmente Aura) por más de 20 años haciendo varios unitarios, miniseries y series. También junto a Ferrari realiza trabajos para la revista argentina historieta Revólver, como "El veedor y la muerte" y "La vendedora de empanadas".
En 2017 Gulino recibe la propuesta por parte de la misma editorial Eura de realizar las ilustraciones de tres libros acerca del héroe veneciano Dago, con guiones de Néstor Barron siendo precisamente ella la primera mujer en ilustrar al personaje.

### Estilo
La mayor parte de sus trabajos estuvieron impresos dentro de la historieta del género romántico y de aventuras con un alto nivel de sensualidad y gracia en las formas de una estética modernamente realista donde destaca la figura humana, con trazos frescos y elegantes dotando a sus personajes de empatía y soltura.

## Vida personal
Años más tarde al cierre de Columba, Gulino decide mudarse a vivir a Necochea junto a su marido debido a la familiaridad que tenía desde la infancia con el lugar donde veraneaba año tras año, estableciéndose allí en una residencia de las cercanías del Río Quequén Grande cercana a las Cascadas desde donde continúa su labor de historietista para Italia.

## Listado de sus obras

#### Para editorial Columba
- Ella la mujer
- Teenagers
- La prisionera
- La búsqueda[2]

#### Para editorial Eura (Aura en la actualidad)
- El demonio de la señora Sofía
- El mejor amigo del hombre
- Las duelistas
- Las venecianas
- Dago[2][7]

#### Para historieta Revólver
- El veedor y la muerte
- La vendedora de empanadas[4]